# Brachysuchus
Brachysuchus (betekent 'brede krokodil') is een geslacht van uitgestorven phytosauriërs, bekend uit het Laat-Trias (Carnien) van de Dockum Group in Texas. Het is bekend van het holotype UMMP 10336 dat is samengesteld uit een schedel, onderkaken en gedeeltelijk postcranium en van het bijbehorende paratype UMMP 14366, een bijna volledige schedel, gevonden op de 'Pre-Tecovas Horizon' in de Dockum Group. Het werd voor het eerst benoemd in 1929 door Case en de typesoort is Brachysuchus megalodon. Zijn naaste verwant was Angistorhinus. De rostrale kam was echter veel kleiner dan die van Angistorhinus en het rostrum als geheel is korter en dikker.

## Kenmerken
De onderkaken van Brachysuchus zijn aan de punt uitgezet en vormen een grote uitstulping, die de grootste slagtanden van het dier vasthoudt. Het oppervlak van dit deel van het bot heeft een gerimpeld uiterlijk, er liepen veel bloedvaten doorheen. In de onderkaak zijn er drie slagtanden aan elke kant van dit uitsteeksel. Achter dit deel zijn de kaken samengesmolten voor iets minder dan de helft van hun lengte, voordat ze divergeren na eenendertig van de zesenveertig tanden na de uitpuiling. Hoewel enkele slagtanden aan de punt ontbreken, zijn de meeste overige tanden in de kaak nog aanwezig. Er vormen zich nieuwe slagtanden onder de tandkassen, wat aangeeft dat Brachysuchus zijn hele leven tanden opnieuw aanmaakte. Er is een groot foramen tussen het dentarium, het angulare en het prearticulare, een zijvenster dat dwars door de onderkaak loopt.
De tanden zelf zijn asymmetrisch in dwarsdoorsnede, met de buitenzijde boller dan de binnenzijde. Deze asymmetrie neemt toe van voor naar achter. Ze zijn lang en kegelvormig, en die van de negende tot de negenentwintigste hebben groeven aan de zijkanten. Van de dertigste tot de negenenveertigste hebben ze geen ribbels, maar zijn ze gekarteld en verwijden ze zich naar voren en naar achteren. Dit suggereert dat deze tanden beter waren voor het snijden van prooien dan de vorige slagtanden en conische tanden, die de prooi zouden hebben gespietst en verwond. In delen van de kaken steekt het versmolten gedeelte in het midden zo hoog op dat de tanden de prooi alleen maar konden vastgrijpen en waarschijnlijk weinig schade hadden aangericht.
De prearticulare is versmolten met de articulare.
De schedel is ongeveer honderdvijfentwintig centimeter lang, met een kenmerkende gehoekte punt. Hij is veel korter en breder dan die van veel phytosauriërs zoals Leptosuchus of Angistorhinus. De oogkassen zijn smal en lang, en de fenestrae zijn kleiner en minder afgerond dan bij Angistorhinus. Het heeft een relatief kleine rostrale kam. Er zijn verschillende ruwe oppervlakken aan het achterste uiteinde die wijzen op waarschijnlijke spieraanhechtingen, waaruit blijkt dat het zeer krachtige kaakspieren en een sterke beet had.
Al met al was Brachysuchus ongeveer acht meter lang, veel groter dan de meeste toenmalige phytosauriërs. Het had extreem zware kaken en een relatief kort gefuseerd gebied, waardoor het een bredere beet had. Er zijn ook aanwijzingen voor sterk ontwikkelde kaakspieren. Dit, evenals de eerder genoemde snijdende tanden in de achterste kaken, geeft aan dat Brachysuchus op andere dieren jaagde dan zijn verwanten met dunnere kaken. In plaats van zijn kaken te gebruiken om vis te vangen, was het in staat om de zwaar gepantserde stegocephaliërs die door de omgeving zwierven aan te vallen en op te eten en zou waarschijnlijk andere phytosauriërs hebben gegeten als voedsel schaars was. De licht vervormde punt van de onderkaak van een exemplaar suggereert dat het veel kracht heeft gebruikt om door het pantser van zijn prooi te breken.